# 福尔肯施万德
福尔肯施万德是德国巴伐利亚州的一个市镇。总面积29.24平方公里，总人口1680人，其中男性836人，女性844人（2011年12月31日），人口密度57人/平方公里。